# Tema Youth
Maillots
Le Tema Youth FC est un club ghanéen de football basé à Tema.

## Histoire
Le club participe à la Coupe de la confédération en 2007, mais déclare forfait lors du premier tour.

## Personnalités liées au club
Leur joueur le plus connu est Joseph Paintsil, qui a commencé sa carrière à Tema Youth, avant d'évoluer en Europe, au Ferencváros TC et au KRC Genk.